# Kalis Loyd
Kalis Helena Loyd (Malmö, 5 aprile 1989) è una cestista svedese.

## Carriera
Con la Svezia ha disputato due edizioni dei Campionati europei (2019, 2021).